# Cyphon rotundatus
Cyphon rotundatus es una especie de coleóptero de la familia Scirtidae.

## Distribución geográfica
Habita en Filipinas.